# (7809) Marcialangton
(7809) Marcialangton es un asteroide perteneciente al cinturón de asteroides, descubierto el 25 de junio de 1979 por Eleanor F. Helin y el también astrónomo Schelte John Bus desde el Observatorio de Siding Spring, Nueva Gales del Sur, Australia.

## Designación y nombre
Designado provisionalmente como 1979 ML1. Fue nombrado en honor a Marcia Langton (n. 1951) quien es una mujer aborigen yiman, profesora, rectora asociada y presidenta de la Fundación de Estudios Indígenas Australianos en la Universidad de Melbourne. Lidera los esfuerzos para incorporar las perspectivas astronómicas de los indígenas australianos en el plan de estudios nacional australiano.

## Características orbitales
Marcialangton está situado a una distancia media del Sol de 2,347 ua, pudiendo alejarse hasta 2,629 ua y acercarse hasta 2,065 ua. Su excentricidad es 0,120 y la inclinación orbital 6,313 grados. Emplea 1313,42 días en completar una órbita alrededor del Sol.

## Características físicas
La magnitud absoluta de Marcialangton es 14,48. Tiene 4,251 km de diámetro y su albedo se estima en 0,245.